# Horst Schütz
Pour les articles homonymes, voir Schütz.
Horst Schütz (né le 8 mai 1951) est un coureur cycliste allemand. Il a notamment été champion du monde de demi-fond en 1984. Il a également été champion d'Europe de cette discipline en 1982, champion d'Allemagne de vitesse en 1976, de demi-fond en 1978, de l'américaine en 1981.

## Palmarès sur piste

### Championnats du monde
- 1984
  -  Champion du monde de demi-fond

### Championnats d'Europe
- 1978
  - 2e du demi-fond
- 1979
  - 2e du demi-fond
- 1980
  - 2e du demi-fond
- 1981
  - 2e du demi-fond
  - 2e de l'américaine
- 1982
  - Champion d'Europe du demi-fond
- 1984
  - 3e du demi-fond

### Six jours
- 1980
  - Six jours de Zurich (avec Roman Hermann)
- 1981
  - Six jours de Hanovre (avec Roman Hermann)
- 1984
  - Six jours de Berlin (avec Danny Clark)
  - Six jours de Rotterdam (avec René Pijnen et Urs Freuler)

### Championnats nationaux
- 1976
  - Champion d'Allemagne de vitesse
- 1978
  - Champion d'Allemagne de demi-fond
- 1981
  - Champion d'Allemagne de l'américaine

## Palmarès sur route
- 1974
  - 3e du championnat d'Allemagne du contre-la-montre par équipes
- 1975
  - Champion d'Allemagne du contre-la-montre par équipes
- 1976
  - 2e étape du Tour d'Aragon
- 1977
  - 1re, 4eb et 5e étapes du Tour du Levant
  - 1re étape du Tour d'Aragon
- 1983
  - 2e du championnat d'Allemagne du critérium

## Résultats sur les grands tours

### Tour d'Italie
- 1980 : abandon